# Gran Premio de Fráncfort 2025
La 62.ª edición de la clásica ciclista Gran Premio de Fráncfort (nombre oficial en alemán: Eschborn-Frankfurt der Radklassiker) fue una carrera en Alemania que se celebró el 1 de mayo de 2025 con inicio en la ciudad de Eschborn y final en la ciudad de Fráncfort del Meno sobre un recorrido de 198,7 kilómetros.
La carrera formó parte del UCI WorldTour 2025, calendario ciclístico de máximo nivel mundial, siendo la vigesimoprimera competición del calendario de máxima categoría mundial y fue ganada por el australiano Michael Matthews del Jayco AlUla. Completaron el podio, como segundo y tercer clasificado respectivamente, el danés Magnus Cort del Uno-X Mobility y el español Jon Barrenetxea del Movistar.

## Recorrido
El recorrido fue un poco similar a la edición anterior con salida en la ciudad de Eschborn y llegada en la ciudad de Fráncfort del Meno sobre un recorrido de 198,7 kilómetros, donde se incluyó el paso por 10 cotas y más de 2800 metros de desnivel acumulado.

## Equipos participantes
Tomaron parte en la carrera 18 equipos: 14 de categoría UCI WorldTeam y 4 de categoría UCI ProTeam. Formaron así un pelotón de 126 ciclistas de los que acabaron 92. Los equipos participantes fueron:
| WorldTeams (14)- Alpecin-Deceuninck - Arkéa-B&B Hotels - Bahrain-Victorious - Cofidis - EF Education-EasyPost - Intermarché-Wanty - Lidl-Trek - Movistar Team - Red Bull-BORA-hansgrohe - Soudal Quick-Step - Team Jayco AlUla - Team Picnic-PostNL - UAE Team Emirates XRG - XDS Astana Team ProTeams (4)- Israel-Premier Tech - Q36.5 Pro Cycling Team - Tudor Pro Cycling Team - Uno-X Mobility |
| |

## Clasificación final
- La clasificación finalizó de la siguiente forma:[4]

### Clasificación general
| \| Clasificación general \| Clasificación general \| Clasificación general \| Clasificación general \| Clasificación general \| \| Ciclista \| Ciclista \| Equipo \| Tiempo \| \| \| --------------------- \| --------------------- \| ----------------------- \| --------------------- \| --------------------- \| \| 1.º \| Michael Matthews \| Team Jayco AlUla \| 4 h 38 min 33 s \| \| \| 2.º \| Magnus Cort \| Uno-X Mobility \| + 0 s \| \| \| 3.º \| Jon Barrenetxea \| Movistar Team \| + 0 s \| \| \| 4.º \| Neilson Powless \| EF Education-EasyPost \| + 0 s \| \| \| 5.º \| Frederik Wandahl \| Red Bull-Bora-Hansgrohe \| + 0 s \| \| \| 6.º \| Albert Philipsen \| Lidl-Trek \| + 0 s \| \| \| 7.º \| Stefano Oldani \| Cofidis \| + 0 s \| \| \| 8.º \| Marc Hirschi \| Tudor Pro Cycling Team \| + 0 s \| \| \| 9.º \| Nico Denz \| Red Bull-Bora-Hansgrohe \| + 0 s \| \| \| 10.º \| Warren Barguil \| Team Picnic-PostNL \| + 0 s \| \| |                  |                         |                 |
| |                  |                         |                 |
| Fuentes: ProCyclingStats Cycling Quotient |                  |                         |                 |
| Clasificación general |                  |                         |                 |
| Ciclista | Ciclista         | Equipo                  | Tiempo          |
| 1.º | Michael Matthews | Team Jayco AlUla        | 4 h 38 min 33 s |
| 2.º | Magnus Cort      | Uno-X Mobility          | + 0 s           |
| 3.º | Jon Barrenetxea  | Movistar Team           | + 0 s           |
| 4.º | Neilson Powless  | EF Education-EasyPost   | + 0 s           |
| 5.º | Frederik Wandahl | Red Bull-Bora-Hansgrohe | + 0 s           |
| 6.º | Albert Philipsen | Lidl-Trek               | + 0 s           |
| 7.º | Stefano Oldani   | Cofidis                 | + 0 s           |
| 8.º | Marc Hirschi     | Tudor Pro Cycling Team  | + 0 s           |
| 9.º | Nico Denz        | Red Bull-Bora-Hansgrohe | + 0 s           |
| 10.º | Warren Barguil   | Team Picnic-PostNL      | + 0 s           |

## Ciclistas participantes y posiciones finales
Convenciones:
- AB-N: Abandono en la etapa "N"
- FLT-N: Retiro por llegada fuera del límite de tiempo en la etapa "N"
- NTS-N: No tomó la salida para la etapa "N"
- DES-N: Descalificado o expulsado en la etapa "N"

## UCI World Ranking
El Gran Premio de Fráncfort otorgó puntos para el UCI World Ranking para corredores de los equipos en las categorías UCI WorldTeam, UCI ProTeam y Continental. Las siguientes tablas son el baremo de puntuación y los diez corredores que obtuvieron más puntos:
| Posición   | 1.º | 2.º | 3.º | 4.º | 5.º | 6.º | 7.º | 8.º | 9.º | 10.º | 11.º | 12.º | 13.º | 14.º | 15.º-20.º | 21.º-30.º | 31.º-50.º | 51.º-55.º | 56.º-60.º |
| Puntuación | 300 | 250 | 215 | 175 | 120 | 115 | 95  | 75  | 60  | 50   | 40   | 35   | 30   | 25   | 20        | 12        | 5         | 2         | 1         |

| Clasificación |                  |                         |        |
| Ciclista      | Ciclista         | Equipo                  | Puntos |
| ------------- | ---------------- | ----------------------- | ------ |
| 1.º           | Michael Matthews | Jayco AlUla             | 300    |
| 2.º           | Magnus Cort      | Uno-X Mobility          | 250    |
| 3.º           | Jon Barrenetxea  | Movistar                | 215    |
| 4.º           | Neilson Powless  | EF Education-EasyPost   | 175    |
| 5.º           | Frederik Wandahl | Red Bull-BORA-hansgrohe | 120    |
| 6.º           | Albert Philipsen | Lidl-Trek               | 115    |
| 7.º           | Stefano Oldani   | Cofidis                 | 95     |
| 8.º           | Marc Hirschi     | Tudor                   | 75     |
| 9.º           | Nico Denz        | Red Bull-BORA-hansgrohe | 60     |
| 10.º          | Warren Barguil   | Picnic PostNL           | 50     |